# Strongg Dubb
Strongg Dubb – dwudziesty album studyjny Black Uhuru, jamajskiej grupy muzycznej wykonującej roots reggae.
Płyta została wydana w roku 1994 przez amerykańską wytwórnię Mesa / Bluemoon Recordings. Znalazły się na niej zdubowane wersje piosenek z poprzedniego albumu zespołu, Strongg. Miksu utworów dokonano w Leggo Sounds Studio w Kingston. Produkcją krążka zajęli się George Nauful oraz Jim Snowden.

## Lista utworów
1. „Time, Material & Space”
2. „Big Bad Bully”
3. „Strongg”
4. „How Can I Lie”
5. „From Jump Street”
6. „Reggae Song”
7. „Spectrum”
8. „Genocide”
9. „Brand New World”
10. „Yes I”
11. „Conscience Calling”
12. „I Pray”
13. „Time, Material & Space (Horn Dub)”